# Riviera Beach, Florida
Riviera Beach är en stad (city) i Palm Beach County, i delstaten Florida, USA. Enligt United States Census Bureau har staden en folkmängd på 32 861 invånare (2011) och en landarea på 22,1 km².